# Alessandra Perilli
Alessandra Perilli (født 1. april 1988 i Rimini, Italien) er en samaritansk sportsskytte. 
Under sommer-OL 2012 i London indtog hun fjerdepladsen i trap. Perilli var flagbærer under åbningen af London-legene.
Under sommer-OL 2020 i Tokyo, der blev afholdt i 2021, vandt hun bronze i trap. Dette var San Marinos første olympiske medalje nogensinde. Hun vandt senere sølv i holdkonkurrencen.